# Землетрясение в Денали (2002)
Землетрясение в Денали произошло в 22:12:41 (UTC) (13:12 по местному времени)  3 ноября 2002 года, с эпицентром в 66 км юго-восточнее от национального парка Денали, Аляска, Соединённые Штаты Америки. 7,9 Mw — крупнейшее по силе землетрясение за последние 150 лет. Благодаря тому, что эпицентр землетрясения находился вдали от крупных городов никто не погиб, несколько человек были доставлены в госпитали с различными травмами.
За 11 дней до землетрясения, 23 октября 2002 года в этом районе произошло более слабое землетрясение магнитудой 6,7, которое считается форшоком данного. 
Очаг землетрясения залегал относительно неглубоко (4,20 км). Эпицентр находился в 25 км к востоку от октябрьского, примерно в 80 км (50 милях) к востоку от экскурсионного центра Национального парка Денали. Направление движения толчков было на восток, вдоль разлома Денали. За землетрясением магнитудой 7,9 Mw последовали тысячи афтершоков.
Землетрясение вызвало в центральной части разлома Денали и северо-западной части прилегающего к нему разлома Тотшунда поверхностный разлом длиной в 325 км (примерно 200 миль). 
Землетрясение вызвало значительные смещения поверхности земли. Самые большие, в 8,8 метра (29 футов) наблюдались дальше от эпицентра на восток. Смещение почти на 6 метров (20 футов) произошло в месте пересечения шоссе Ричардсона и Трансаляскинского трубопровода. 
Последующие наблюдения на измерительных участках (включая станции в парке Денали) показали, что землетрясение вызвало изменения в наблюдаемых движениях по всей центральной Аляске. В целом, в течение первых двух лет после землетрясения фиксировались движения, примерно в 20 раз более быстрые, чем в период до землетрясения. Хотя на многих участках внутри парка эти горизонтальные движения со временем замедлились, на других участках средние скорости остаются в несколько раз выше скоростей, зафиксированных до 2002 года. 

## Экономический ущерб

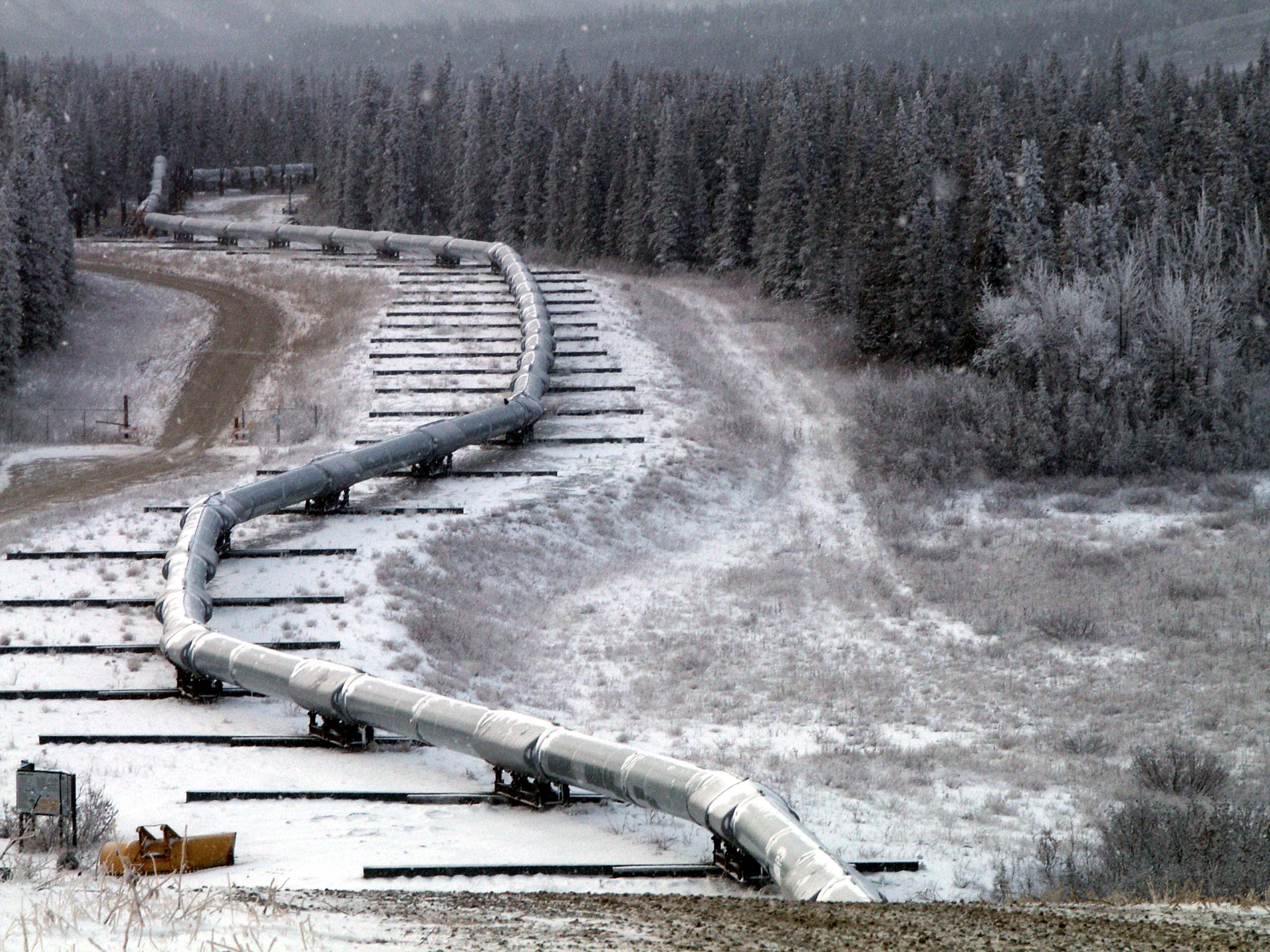
Трансаляскинский нефтепровод через несколько дней после землетрясения

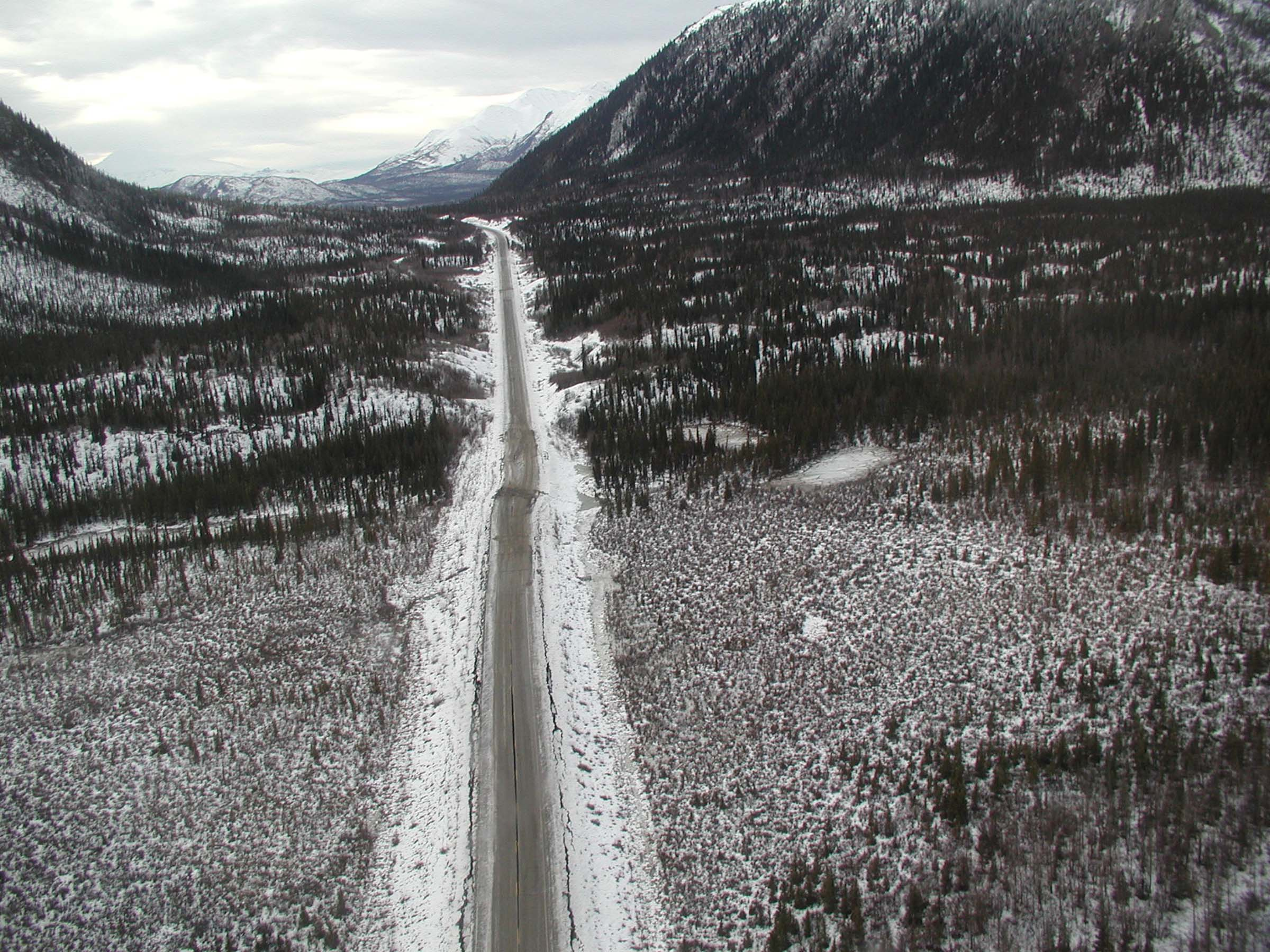
В результате землетрясения шоссе Ток Кат-Офф сместилось на 7 метров

Трансаляскинский нефтепровод получил незначительные повреждения опор. Разлива нефти не произошло. Нефтепровод был закрыт, однако через три дня уже заработал в обычном режиме.
Толчки также ощущались в Сиэтле, а сейши возникали в районе Нового Орлеана В результате сейш в штате Вашингтон были повреждены 20 плавучих домов..